# لاين دالي
لاين دالي (بالإنجليزية: Iain Dale)‏ هو مدون وصحفي وسياسي بريطاني، ولد في 15 يوليو 1962 في كامبريدج في المملكة المتحدة. حزبياً، نشط في حزب المحافظين.